# Sima (Irkutsk)
Sima (russisch Зима; wiss. Transliteration Zima) ist eine russische Stadt mit 32.508 Einwohnern (Stand 14. Oktober 2010). in der Oblast Irkutsk, Sibirien.

## Geographie

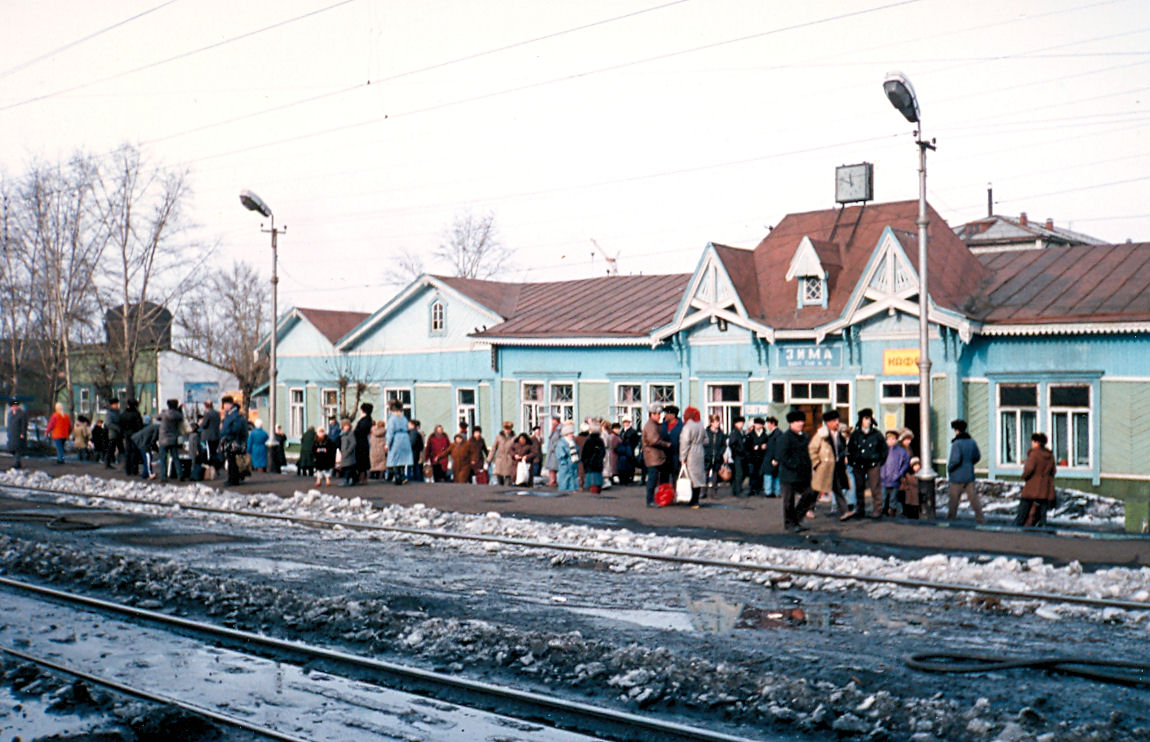
Altes Bahnhofsgebäude Sima (1990)

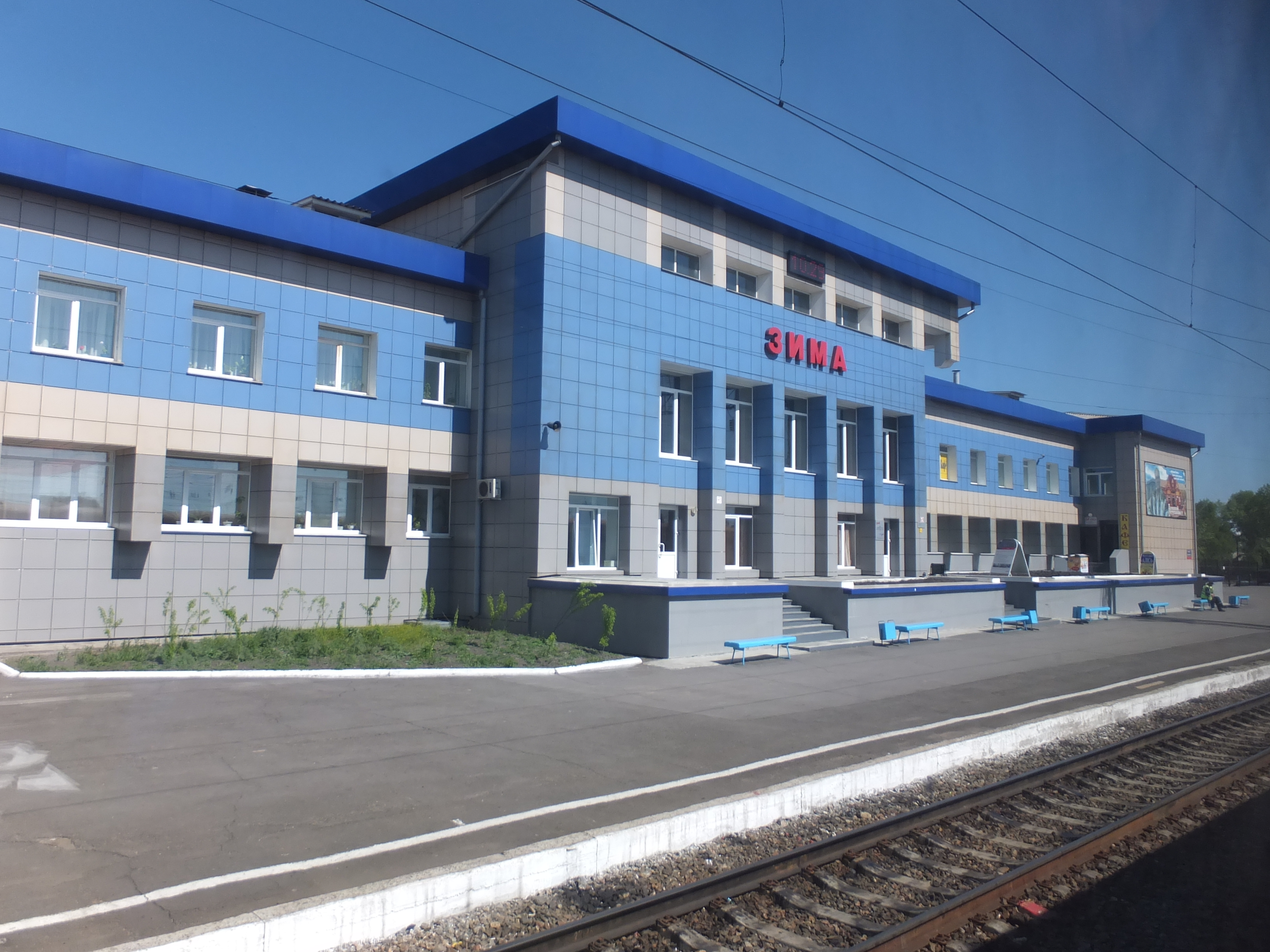
Bahnhof Sima (2016)

Sima liegt etwa 220 km nordwestlich der Gebietshauptstadt Irkutsk an der sibirischen Oka, nahe der Einmündung des gleichnamigen Flusses Sima in diese. In Sima überbrückt die Transsibirische Eisenbahn bei Kilometer 4943 die Oka. Außerdem liegt Sima an der russischen Fernstraße M 53, die Teil der transkontinentalen Straßenverbindung von Moskau nach Wladiwostok ist.
Die nächstgelegene Stadt ist Sajansk, rund 20 km nördlich von Sima entfernt.

## Geschichte
Sima entstand 1743 als kleines Dorf, erst durch den Anschluss an die Transsibirische Eisenbahn 1898 begann die Siedlung zu wachsen, seit Anfang des 20. Jahrhunderts ist Sima ein Zentrum der holzverarbeitenden Industrie sowie Stützpunkt der Holzfällerei in der Umgebung. 1922 wurde Sima das Stadtrecht verliehen. Sima hatte zwischen 1960 und 1990 eine annähernd konstante Bevölkerungszahl um 40.000, die jedoch nach dem Zusammenbruch der Sowjetunion um 15 % auf unter 35.000 sank.

### Bevölkerungsentwicklung
| Jahr | Einwohner |
| ---- | --------- |
| 1939 | 27.556    |
| 1959 | 38.549    |
| 1970 | 41.567    |
| 1979 | 48.097    |
| 1989 | 41.814    |
| 2002 | 34.899    |
| 2010 | 32.508    |

Anmerkung: Volkszählungsdaten

## Persönlichkeiten
- Alexander Zeid (1886–1938), Pionier und Held der Jüdischen Arbeiter- und Nationalbewegung in Palästina
- Nikolai Ljaschtschenko (1910–2000), Armeegeneral; Held der Sowjetunion
- Jewgeni Jewtuschenko (1932–2017), Dichter und Schriftsteller
- Alexei Klimow (* 1976), Politiker
- Tatjana Matwejewa (* 1985), Gewichtheberin
- Swetlana Podobedowa (* 1986), Gewichtheberin